# Scaphytopius picturata
Scaphytopius picturata är en insektsart som beskrevs av Henry Fairfield Osborn 1924. Scaphytopius picturata ingår i släktet Scaphytopius och familjen dvärgstritar. Inga underarter finns listade i Catalogue of Life.